# ويليام هنري هويل
ويليام هنري هويل (بالإنجليزية: William Henry Howell)‏ هو طبيب أمريكي، ولد في 20 فبراير 1860، وتوفي في 6 فبراير 1945.